# Channamallanahalli, Madhugiri
Channamallanahalli là một làng thuộc tehsil Madhugiri, huyện Tumkur, bang Karnataka, Ấn Độ.